# 大篠津町駅
大篠津町駅（おおしのづちょうえき）は鳥取県米子市大篠津町にある、西日本旅客鉄道（JR西日本）境線の駅である。妖怪の名前から取られた愛称は砂かけばばあ駅。以前の名称である御崎口駅（みさきぐちえき）の名は地元の要望により、駅近くにある和田御崎神社より採っている。

## 歴史
C1輸送機が美保飛行場に配備された際に大篠津駅前住民が境港市幸神町に集団移転を行ったため、残った地元住民は大篠津駅を移転させる要望を行ったが、大篠津駅交換設備等の関係で実現しなかった。その後、駅移転では無く新駅開設となった。2008年6月15日に美保飛行場拡張工事に伴って大篠津駅が800m境港側の新線上に移転、米子空港駅に改称した際、「大篠津の駅名を残して欲しい」と言う住民要望により改称した。

### 年表
- 1987年（昭和62年）11月1日：境線和田浜駅 - 大篠津駅（現・米子空港駅）間に御崎口駅（みさきぐちえき）として新設[2]。同線富士見町駅、三本松口駅、高松町駅、馬場崎町駅と共に同年4月のJR西日本発足以来初の新駅である[広報 1]。
- 2008年（平成20年）6月15日：隣の大篠津駅が米子空港駅に移転改称されたのと同時に大篠津町駅（おおしのづちょうえき）に改称[4]。
- 2019年（平成31年）3月16日：車載型IC改札機により、ICカード「ICOCA」が利用可能となる。

## 駅構造
境港方面に向かって右側に単式ホーム1面1線を有する地上駅（停留所）。駅設備はホームのみであり、駅舎は無いが、ホーム手前に小屋風の待合所がある。米子駅管理の無人駅。以前はホーム境港寄りに設置された出入口に乗車駅証明書発行機が設置されていた。後付けの駅であるためか、ホーム幅が狭い。

## 利用状況
近年の1日平均乗降人員の推移は以下の通り。
| 乗降人員推移 | 乗降人員推移 |
| 年度         | 1日平均人数  |
| ------------ | ------------ |
| 2007年       | 122          |
| 2008年       |              |
| 2009年       |              |
| 2010年       |              |
| 2011年       | 149          |
| 2012年       | 147          |
| 2013年       | 151          |
| 2014年       | 152          |
| 2015年       | 148          |
| 2016年       | 140          |
| 2017年       | 136          |
| 2018年       | 118          |

## 駅周辺
- 大篠津郵便局
- 山陰合同銀行大篠津代理店
- 米子市立美保中学校
- 米子市立大篠津小学校
- アジア博物館・井上靖記念館
- 本池美術館
- 和田御崎神社（旧駅名の由来となった神社）
- 美保学園

## 隣の駅
西日本旅客鉄道（JR西日本）
 境線
和田浜駅（つちころび駅） - 大篠津町駅（砂かけばばあ駅） - 米子空港駅（べとべとさん駅）

#### 広報資料・プレスリリース等1次資料
1. ↑  "データで見るJR西日本2019：駅" (PDF). 西日本旅客鉄道. 2019. 2020年2月1日時点のオリジナル (PDF)よりアーカイブ。2020年4月26日閲覧。